# Valborg (sång)
För andra betydelser, se Valborg (olika betydelser).
Valborg är en låt av den svenska popartisten Håkan Hellström, som ingår i albumet Det kommer aldrig va över för mig från 2013.
I maj 2023 hade låten spelats omkring 63 miljoner gånger på musikströmningstjänsten Spotify.

## Listplaceringar
| Lista                | Högsta placering |
| -------------------- | ---------------- |
| Svenska singellistan | 11               |